# Musselman Lake
Musselman Lake är en sjö i den kanadensiska provinsen Ontario.   Den ligger i York Region, i den sydöstra delen av landet, 300 km sydväst om huvudstaden Ottawa. Musselman Lake ligger 325 meter över havet. Arean är 0,47 kvadratkilometer. Den sträcker sig 0,7 kilometer i nord-sydlig riktning, och 1,0 kilometer i öst-västlig riktning.